# Gardolo
Gardolo is een plaats (frazione) in de Italiaanse gemeente Trento.